# Aristide Maillol
Aristide Maillol (8 tháng 12 năm 1861–27 tháng 9 năm 1944) là một nhà điêu khắc người Pháp.

Aristide Maillol sinh ra ở Banyuls-sur-Mer, một thành phố nhỏ thuộc Roussillon. Ông theo học tại Perpignan rồi chuyển lên Paris, học tại Trường Mỹ thuật Quốc gia. Mãi gần 40 tuổi, Aristide Maillol mới chuyển từ hội họa sang điêu khắc. Ông sử dụng cả chất liệu gỗ, nhưng sau đó chuyển sang sử dụng chất liệu đồng. Nhiều tác phẩm nổi tiếng của ông hiện được trưng bày ở Bảo tàng nghệ thuật hiện đại ở New York, vườn Tuileries ở Paris, và trong Bảo tàng Maillol, do Dina Vierny, người mẫu gắn bó của Maillol, thành lập vào năm 1995.

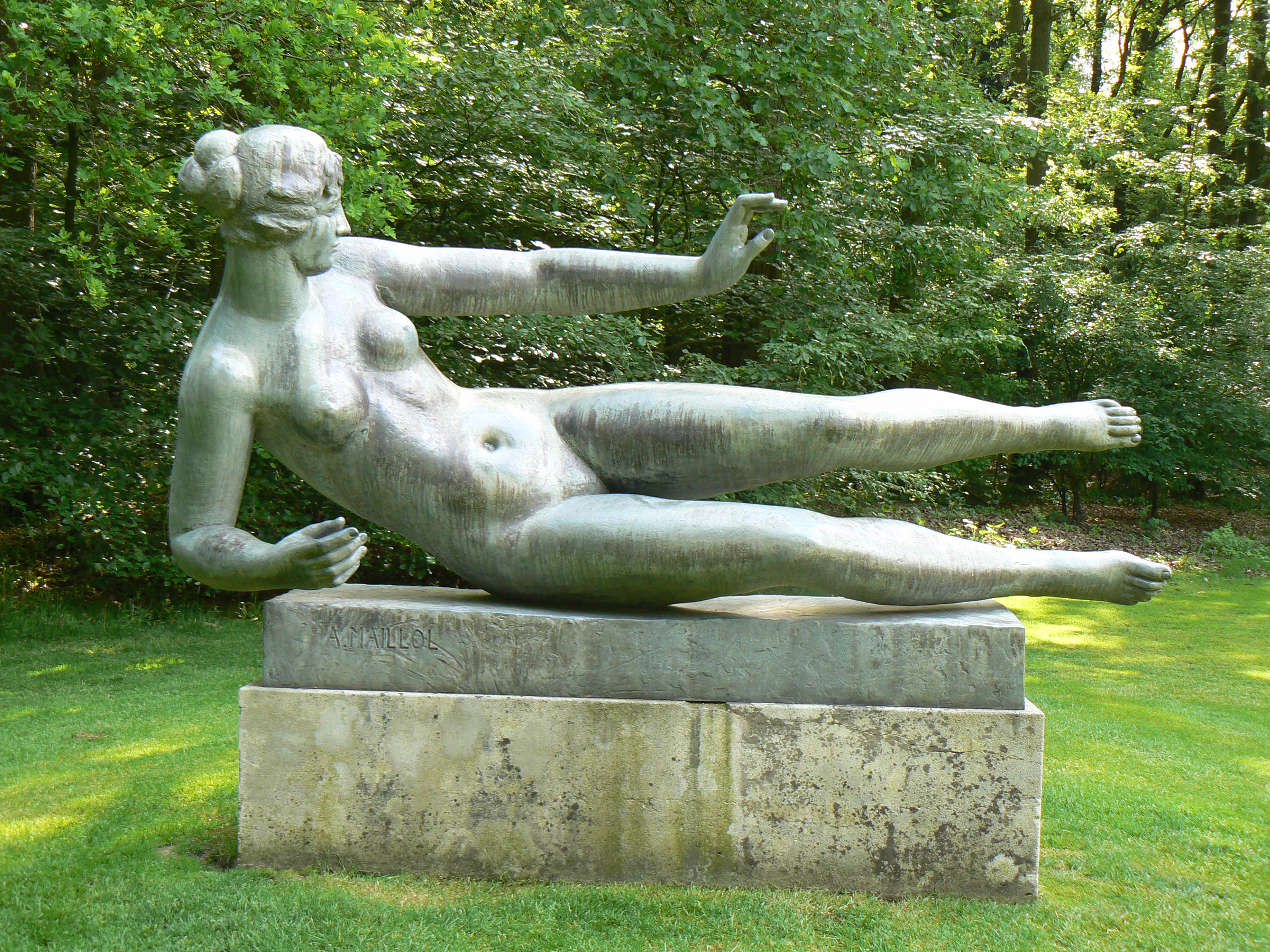
Tác phẩm L'Air của Maillol tại bảo tàng Kröller-Müller, Hà Lan